# Alessandrino (Roms tunnelbana)
Alessandrino är en station på Roms tunnelbanas Linea C. Stationen är uppkallad efter distriktet Alessandrino i sydöstra Rom och togs i bruk år 2014. 

## Kollektivtrafik
- Busshållplats för ATAC

## Omgivningar
- Kyrkan San Giustino
- Parco dei Romanisti